# Heteroübergangssolarzelle

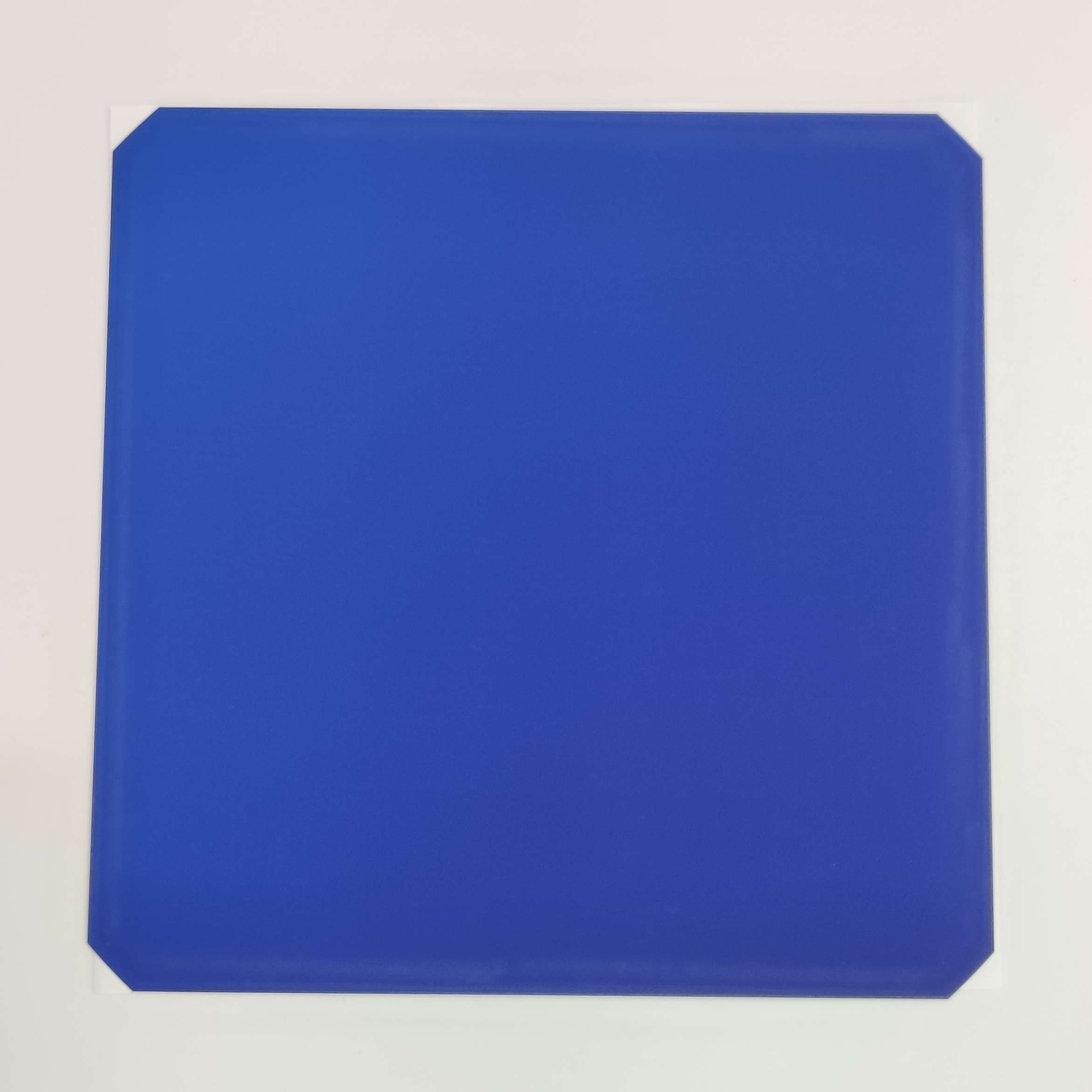
Nicht metallisierter Rohling einer Heteroübergangssolarzelle. Die blaue Farbe ist auf die doppelfunktionale Antireflexbeschichtung aus Indiumzinnoxid, die auch die elektrische Leitfähigkeit des Emitters verbessert, zurückzuführen.

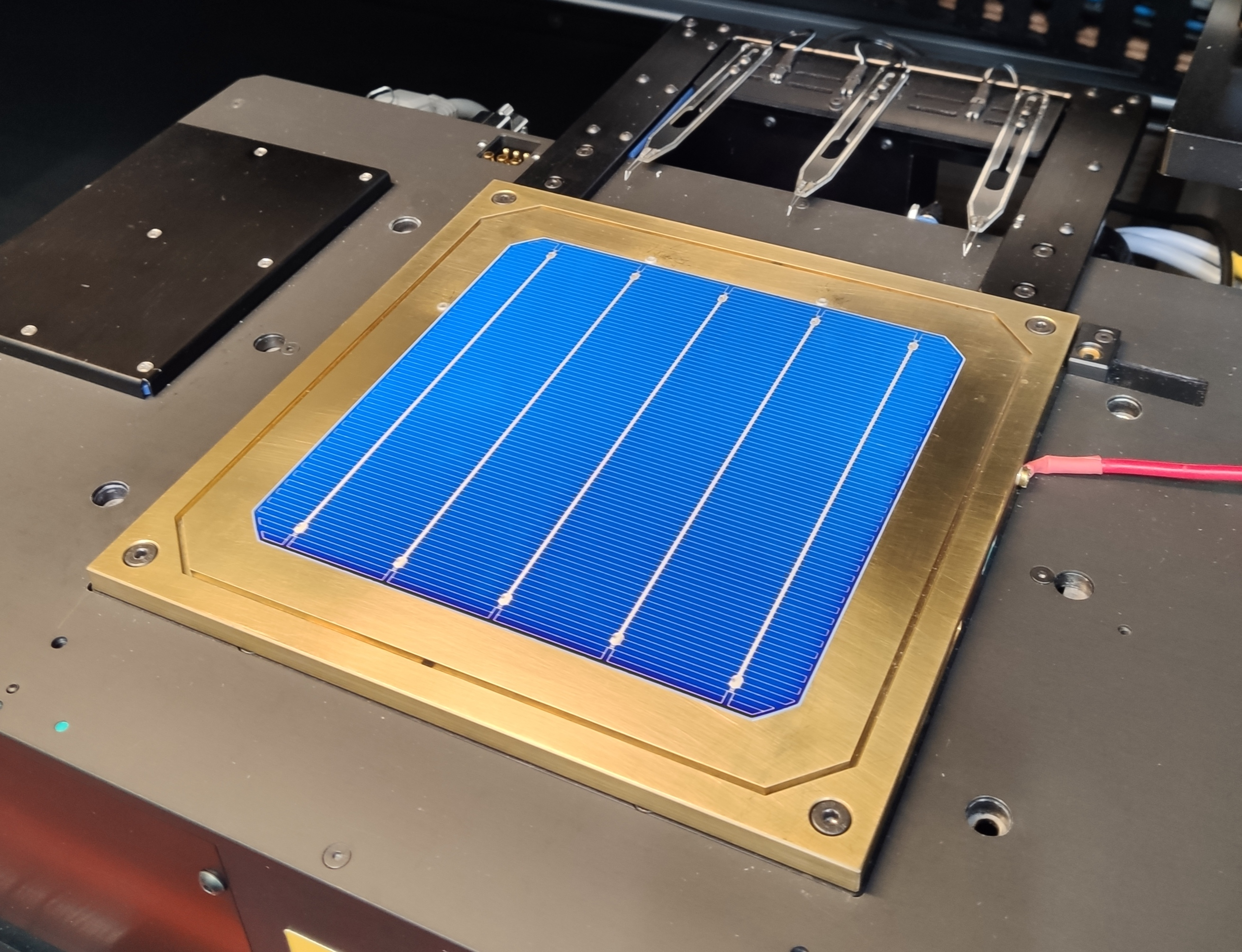
Messung der Strom-Spannungs-Kennlinie bei einer Silizium-Heteroübergangssolarzelle, die mit einer Siebdruck-Silberpaste metallisiert wurde

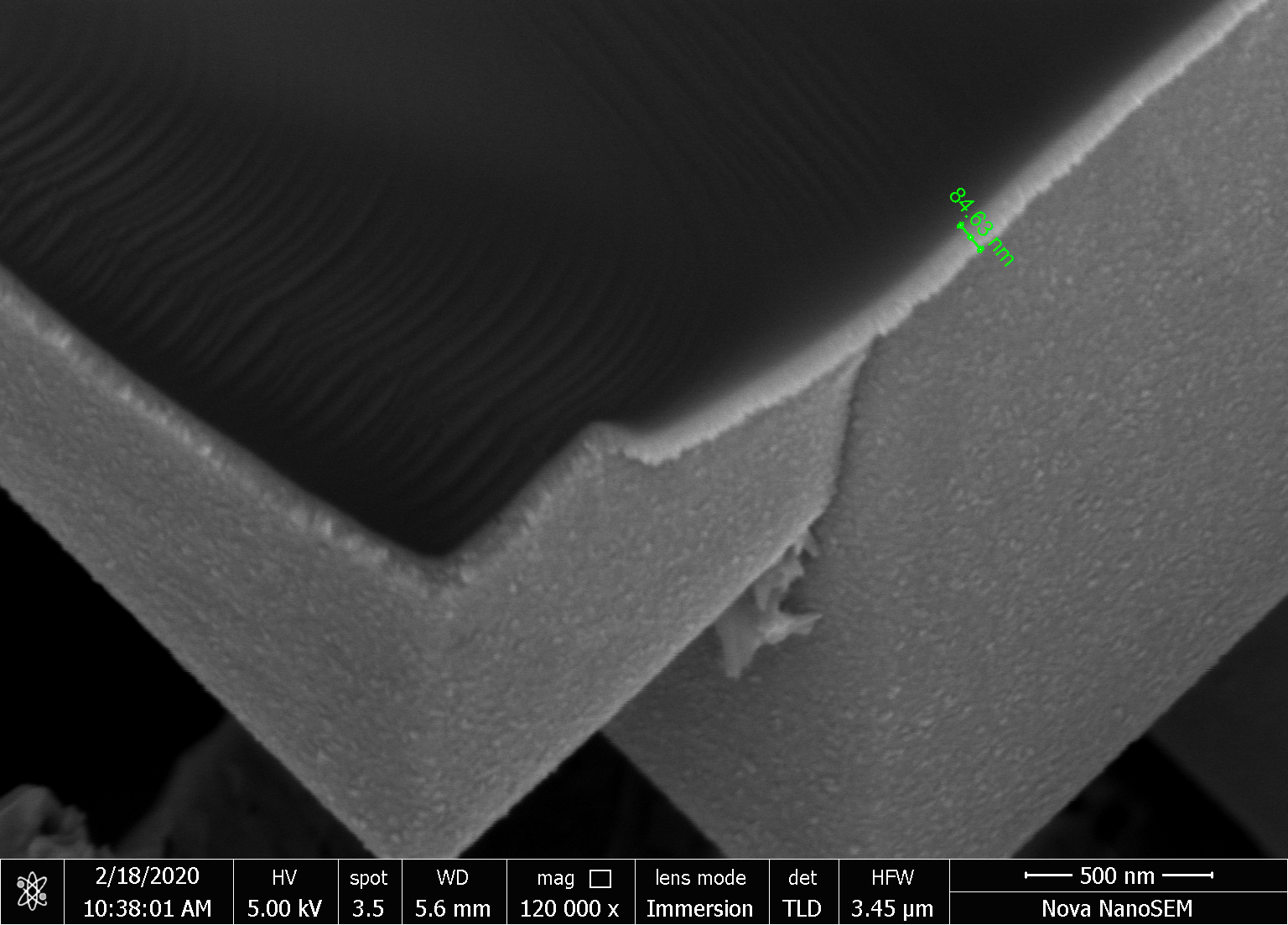
REM-Aufnahme der Pyramiden und Antireflexbeschichtung einer Heteroübergangssolarzelle

Heteroübergangssolarzellen, auch bekannt als Heterojunction-Solarzellen, HJT-Solarzellen (engl. Heterojunction Technology, HJT), Siliziumsolarzellen mit Heteroübergang (engl. Silicon Heterojunction, SHJ) oder HIT-Solarzellen (englisch Heterojunction with Intrinsic Thin Layer, HIT), bezeichnen einen Typ von Solarzellen, der auf einem Heteroübergang zwischen Halbleitern mit unterschiedlichen Bandlücken basiert. Es handelt sich um eine Hybridtechnologie, welche die herkömmliche kristalline Solarzelle mit der Dünnschichtsolarzellen kombiniert. Silizium-Heteroübergangssolarzellen erreichen einen Wirkungsgrad über 20 % und stellen unter den kommerziell verfügbaren Silizium-Solarzellen den Solarzellentyp mit dem höchsten Wirkungsgrad dar.
SHJ-Solarzellen bestehen im Allgemeinen aus einem kristallinen Silicium-Wafer, das als Absorber agiert und das durch eine dünne Schicht aus intrinsischem, d. h. undotiertem, hydriertem amorphem Silizium (mit a-Si:H bezeichnet) oder nanokristallinem Silizium passiviert ist, und geeignet dotierten, amorphen selektiven Kontakten. Das Material der Passivierungsschicht und das Substrat weisen unterschiedliche Bandlücken auf, wodurch sich ein Heteroübergang bildet, der dem pn-Übergang herkömmlicher Solarzellen entspricht. Der hohe Wirkungsgrad von Heteroübergangssolarzellen ist vor allem auf die hervorragenden Passivierungseigenschaften solch intrinsischer Passivierungsschichten zurückzuführen, insbesondere im Hinblick auf die Trennung des Absorbers von den sehr rekombinationsaktiven Metallkontakten. Obwohl intrinsische Passivierungsschichten faktisch nichtleitend sind, können Ladungsträger durch sie hindurch tunneln, da ihre Dicke üblicherweise weniger als 10 nm beträgt. Um die parasitäre Absorption von Photonen zu minimieren, ist es vorteilhaft, wenn die Passivierungsschicht eine größere Bandlücke aufweist, da der Absorptionskoeffizient unter anderem von der Bandlücke abhängt.
Heteroübergangssolarzellen werden kommerziell in Massenproduktion hergestellt und sind üblicherweise bifazial. Da die dünnen Schichten in der Regel temperaturempfindlich sind, muss bei der Herstellung von Heteroübergangssolarzellen auf Niedertemperaturprozesse zurückgegriffen werden. Dies stellt eine Herausforderung für die Metallisierung dar, da das typische Siebdruckverfahren mit Silberpasten Temperaturen bis zu 800 °C erfordert, was die Toleranzgrenze der meisten Passivierungsmaterialien weit übersteigt. Daher bestehen die Kontakte aus einer Silberpaste, welche bei niedrigen Temperaturen aufgebracht wird oder aus galvanisch aufgebrachtem Kupfer.

## Geschichte
Die Heteroübergangsstruktur und die Fähigkeit amorpher Siliziumschichten, kristallines Silizium effektiv zu passivieren, wurde seit den 1970er-Jahren umfassend dokumentiert. 1983 wurden Heteroübergangssolarzellen aus amorphem und kristallinem Silizium mit einem Wirkungsgrad von mehr als 12 % entwickelt. Sanyo Denki K.K. (jetzt eine Tochtergesellschaft der Panasonic Corporation) reichte Anfang der 1990er-Jahre unter der Bezeichnung „Heteroübergang mit dünner intrinsischer Schicht“ (engl. Heterojunction with intrinsic thin Layer, HIT) mehrere Patente für Heteroübergangstechnologien mit intrinsischen a-Si- und μc-Si-Schichten ein. Das Einfügen der intrinsischen a-Si:H Schicht erhöht den Wirkungsgrad gegenüber Heteroübergangssolarzellen mit dotiertem a-Silizium durch eine verringerte Dichte von Rekombinationszentren und eine geringere Tunnel-Dunkelstromdichte.
Die weitere Erforschung und Entwicklung von SHJ-Solarzellen kam nur schleppend voran, bis das Auslaufen der Sanyo-Patente im Jahr 2011 es diversen Unternehmen ermöglichte, die SHJ-Technologie für die Kommerzialisierung zu entwickeln. Im Jahr 2014 wurden HIT-Zellen mit knapp mehr als 25 % Wirkungsgrad entwickelt, was damals den höchsten Wert für kristalline Siliziumzellen mit nur einem pn-Übergang darstellte. Dieser Rekord wurde erst im Jahr 2018 von der Kaneka Corporation gebrochen, die großflächige, rückseitig kontaktierte SHJ-Solarzellen (englisch interdigitated back contact, IBC) mit einem Wirkungsgrad von 26,7 % produzierte, und dann erneut im Jahr 2022 von LONGi mit 26,8 % Wirkungsgrad. Nach aktuellem Stand (2023) ist dies der höchste dokumentierte Wirkungsgrad für Silizium-Solarzellen mit einfacher Bandlücke.

## Aufbau

Schematischer Querschnitt durch die Schichten einer typischen Silizium-Heteroübergangssolarzelle

Banddiagramm der Energieniveaus der verschiedenen Schichten in einer typischen SHJ-Solarzelle

Eine typische Heteroübergangssolarzelle besteht aus einem Stapel von p-i-n-i-n-dotierten Siliziumschichten, wobei sich in der Mitte ein n-dotierter kristalliner Siliziumwafer befindet, der von amorphen dünnen Schichten eingefasst ist. Darauf werden weitere Metall- und Antireflexbeschichtungen aufgebracht, um Licht einzufangen und den Strom abzuführen.

### Absorber
Das Substrat, in dem sich die Elektron-Loch-Paare bilden, besteht meist aus mit Phosphor dotiertem, monokristallinem n-Typ Silizium. Bei der industriellen Herstellung von SHJ-Solarzellen wird hochwertiges n-Typ Czochralski-Silizium benötigt, da der Niedertemperaturprozess nicht die Vorteile von Getterung und Wasserstoffpassivierung im Si-Volumen bietet. Photonen, die außerhalb des Substrats absorbiert werden, tragen nicht zum Photostrom bei und stellen einen Verlust der Quanteneffizienz dar.

### Passivierung und Trennung der Ladungsträger
Auf beiden Seiten des Substrats wird mittels PECVD aus einem Gemisch aus Monosilan (SiH4) und Wasserstoff (H2) intrinsisches amorphes Silizium abgeschieden, wodurch der Heteroübergang gebildet und die Oberfläche passiviert wird. Die selektiven Kontakte werden in einem ähnlichen Verfahren durch die Abscheidung von stark dotierten p- und n-leitenden amorphen Siliziumschichten gebildet. Beispiele für Dotiergase sind Monophosphan (PH3) für n-Typ und Trimethylboran (B(CH3)3) oder Diboran (B2H6) für p-Typ. Kristallines Silizium kann nicht durch dotiertes amorphes Silizium passiviert werden, da dieses (im Gegensatz zu intrinsischem amorphem Silizium) eine hohe Defektdichte aufweist. Das epitaktische Wachstum einer solchen a-Si-Schicht führt gleichfalls zu einer erheblichen Verschlechterung der Passivierungsqualität und der Zelleffizienz und muss während der Abscheidung verhindert werden.

### Antireflexbeschichtung
Schließlich wird auf beiden Seiten die Antireflexbeschichtung mit Doppelfunktion, meist aus Indiumzinnoxid (engl. Indium Tin Oxide, ITO), aufgesputtert. Die Schichtdicke wird so gewählt, dass am Maximum des Sonnenspektrums (ca. 550 nm) das Licht optimal eingefangen wird. Die optimale Dicke für eine einlagige Antireflexbeschichtung ist gegeben durch:
{\displaystyle d={\frac {\lambda }{4\eta }}}
wobei {\displaystyle d} die Schichtdicke, {\displaystyle \lambda } die Wellenlänge, bei der minimale Reflexion erreicht werden soll, und {\displaystyle \eta } der Brechungsindex des Materials ist.
Je nach Brechungsindex des ITO (typischerweise ~ 0,9) beträgt die optimale Schichtdicke meist 70–80 nm. Durch Dünnschichtinterferenz erscheint das ITO (ein mattes, grau-schwarzes Keramikmaterial) bei dieser Dicke in einer leuchtend blauen Farbe.
Indiumzinnoxid ist ein transparentes, leitfähiges Oxid (engl. transparent conducting oxide, TCO), das die laterale Leitfähigkeit der Kontaktflächen erhöht, ohne die Lichtdurchlässigkeit wesentlich zu beeinträchtigen. Dies ist notwendig, weil die amorphen Schichten trotz ihrer hohen Dotierung einen vergleichsweise hohen Widerstand aufweisen. Aufgrund der Indiumknappheit wird an alternativen TCOs wie aluminiumdotiertes Zinkoxid (engl. aluminium doped zinc oxide, AZO) für den Einsatz in SHJ-Zellen geforscht. AZO hat eine viel höhere chemische Empfindlichkeit als ITO, was für bestimmte Metallisierungsmethoden, die ein Ätzen erfordern, wie z. B. das Rückätzen einer Nickelsaatschicht, eine Herausforderung darstellt.
Durch Aufdampfen kann eine zweite Antireflexbeschichtung aus Magnesiumfluorid (MgF2) oder Aluminiumoxid (Al2O3) aufgebracht werden, um die Reflexion an der Oberfläche weiter zu reduzieren, jedoch wird dieser Schritt derzeit in der industriellen Produktion nicht angewandt.

### Metallisierung

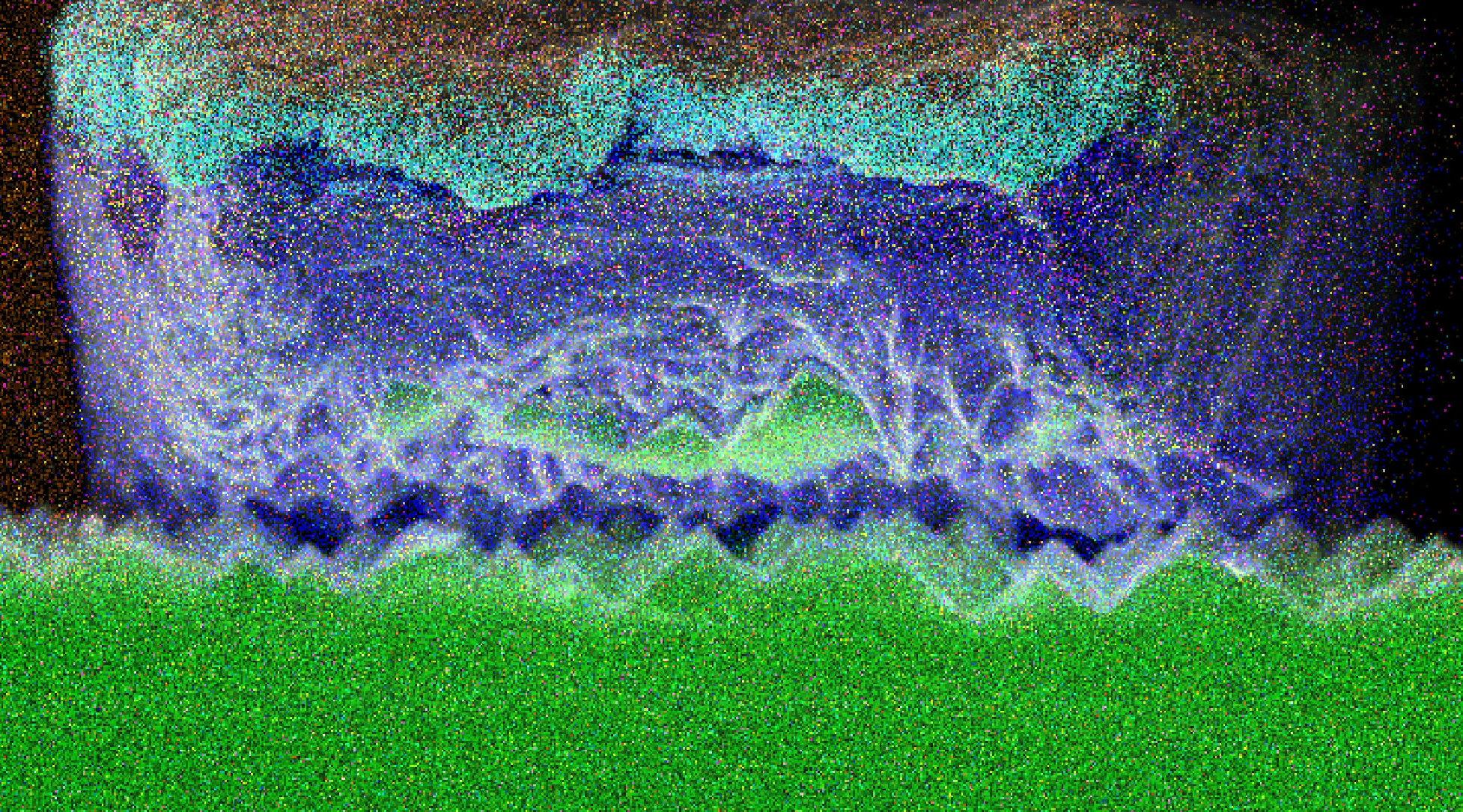
REM-EDX-Aufnahme einer Heteroübergangssolarzelle mit galvanischen Cu/Sn-Kontakten. Die Farben zeigen die vorhandenen Elemente an.

Für die Metallisierung (d. h. Herstellung der Metallkontakte) von Heteroübergangssolarzellen kommen typischerweise zwei unterschiedliche Verfahren zum Einsatz. In der industriellen Herstellung ist, wie bei herkömmlichen Solarzellen, der Siebdruck mit Silberpaste mit einem Marktanteil von über 98 % vorherrschend. Jedoch sind für SHJ-Zellen Niedertemperatur-Silberpasten erforderlich. Diese bringen große Nachteile mit sich wie einen hohen Gridwiderstand und hohen Silberverbrauch, schwankende Produktionskosten oder schlechte Oberflächenhaftung an der Vorderseite. Trotz ihrer deutlich höheren Kosten wird der spezifische Widerstand von Niedertemperatur-Silberpasten auf das 4- bis 6-Fache der Standard-Silberpaste geschätzt. Um die verringerte Leitfähigkeit auszugleichen, verbrauchen Niedertemperatur-Silberpasten auch mehr Silber als herkömmliche Silberpasten, allerdings nimmt der Silberverbrauch generell ab, da durch Weiterentwicklungen in der Siebdrucktechnologie die Linienbreite der Kontaktfinger reduziert wird. Eine alternative (wenn auch nicht kommerziell genutzte) Methode ist das galvanische Aufbringen von Kupfer, jedoch erfordert dies eine selektive Strukturierung unter Verwendung einer tintenstrahlgedruckten oder photolithographisch aufgebrachten Maske. Zudem haftet das Kupfer nicht gut auf dem ITO, wenn es direkt galvanisch abgeschieden wird. Daher ist es in der Regel notwendig, zuerst eine dünne (~1 μm) Saatschicht aus Nickel durch Sputtern oder galvanische Abscheidung aufzubringen.

### Tandem-Solarzellen
Es wurden bereits Heterojunction-Perowskit-Tandemsolarzellen hergestellt, wobei der von einigen Forschungsgruppen angegebene Wirkungsgrad die Shockley-Queisser-Grenze von 29,43 % für kristallines Silizium überschreitet. Dies wurde sowohl mit monolithischen (2-Terminal) als auch mit 4-Terminal Tandemsolarzellen erreicht. In solchen Anordnungen absorbiert die obere Perowskitzelle mit ihrer großen Bandlückenenergie hochenergetische Photonen, um Thermalisierungsverluste zu verringern, während die untere SHJ-Zelle niederenergetische Photonen absorbiert. In einer bifazialen Konfiguration kann die untere Solarzelle auch auf der Rückseite einfallendes Licht absorbieren.
Im Jahr 2017 wurden Mehrfachsolarzellen aus einer unten liegenden SHJ-Zelle und darüber liegenden Zellen aus III–V-Verbindungshalbleitern mit Wirkungsgraden von 32,8 % bzw. 35,9 % für zwei bzw. drei mechanisch gestapelte Einfachzellen hergestellt.

### Alternative Materialien für Heteroübergänge
Neben der typischen c-Si/a-Si:H-Struktur haben verschiedene Forschergruppen erfolgreich Silizium-Heteroübergangssolarzellen mit passivierten Kontakten unter Verwendung neuartiger Halbleitermaterialien, wie c-Si/SiOx, c-Si/MoOx und c-Si/poly-Si oder c-Si/SiOx/poly-Si (POLO, polykristallines Silizium auf Oxid) hergestellt. Auch Hybrid-Solarzellen mit anorganisch-organischem Heteroübergang wurden aus n-Typ Silizium mit einer Beschichtung aus Polyanilin in grüner Oxidationsstufe gefertigt. Auch auf multikristallinen Silizium-Substraten als Absorber wurden Heteroübergangssolarzellen hergestellt.
| Material | Bandlückenenergie Eg (eV) | Anmerkungen | Quelle |
| -------- | ------------------------- | --- | ------ |
| c-Si     | ~1.12                     | Typischer Wert gemessen bei 298 K | [ 44 ] |
| a-Si:H   | ~1.7                      | Im Vergleich zu c-Si ist die größere Bandlücke hauptsächlich auf den hohen Wasserstoffgehalt (~10 % in SHJ-Solarzellen) von amorphem Silizium zurückzuführen. Die Bandlückenenergie wird durch den Kristallinitätsgrad und den Wasserstoffgehalt des amorphen Netzwerks beeinflusst und hängt vom Herstellungsverfahren des Dünnfilms ab. Ein höheres Verhältnis von H2 zu SiH4 während der Abscheidung erhöht die Bandlückenenergie. | [ 47 ] |
| SiOx:H   | ~1.4–3.3                  | Die Bandlücke nimmt mit zunehmendem Sauerstoffgehalt {\displaystyle x} zu, wobei {\displaystyle 0<x<2}. Ein höheres Verhältnis von CO2 zu SiH4 während der Abscheidung erhöht die Bandlückenenergie. | [ 49 ] |
| MoOx     | ~3                        | | [ 39 ] |

## Defektkinetik
Defekte sind Störstellen, an denen Ladungsträger eingefangen werden können, was ihre Rekombinationsrate aufgrund des Shockley-Read-Hall-Prozesses (SRH-Rekombination) erhöht. Defekte treten besonders häufig an Grenzflächen (Oberflächenrekombination), an Korngrenzen und Versetzungen oder an Verunreinigungen auf. Um Wirkungsgradverluste zu vermeiden, müssen Defekte passiviert (d. h. chemisch und elektrisch neutralisiert) werden. Dies geschieht in der Regel durch die Bindung von interstitiellem Wasserstoff an die Defekte.
Das Verständnis des Verhaltens von Defekten und ihrer Wechselwirkung mit Wasserstoff in Alterungs- und Herstellungsprozessen ist entscheidend für die Aufrechterhaltung der Stabilität und Leistung von SHJ-Solarzellen.

### Lichtinduzierte Degradation
Das lichtempfindliche Verhalten der Defektpassivierung in amorphen Siliziumnetzwerken wird seit der Entdeckung des Staebler-Wronski-Effekts im Jahr 1977 erforscht. Staebler und Wronski beobachteten bei mehrstündiger Belichtung von dünnen Schichten aus amorphem Silizium eine allmähliche Abnahme der Photoleitfähigkeit sowie der Leitfähigkeit im Dunkeln. Dieser Effekt ist durch Erhitzen auf über 150 °C im Dunkeln reversibel und stellt ein gängiges Beispiel für reversible lichtinduzierte Degradation (LID) in Bauelementen aus hydriertem amorphem Silizium dar. Als Mechanismus für die Degradation wurde die Entstehung zusätzlicher Energiezustände innerhalb der Bandlücke vorgeschlagen, die eine Verringerung der Ladungsträgerlebensdauer bewirken. In nachfolgenden Studien wurde untersucht, welche Rolle Wasserstoffmigration und metastabile, Wasserstoff einfangende Defekte beim Staebler-Wronski-Effekt spielen.
Die zeitliche Entwicklung und das Ausmaß des Staebler-Wronski-Effekts hängen unter anderem von der Kristallkorngröße im Dünnfilm und der Beleuchtungsstärke ab.
Bei manchen Zellen mit amorphem Silizium kann lichtinduzierte Degradation auch den entgegengesetzten Effekt bewirken, wie etwa einen Anstieg der Leerlaufspannung (VOC), der bei Solarzellen aus amorphem Silizium und insbesondere bei SHJ-Solarzellen nach Lichtalterung beobachtet wurde. Kobayashi et al. (2016) schlagen als Begründung vor, dass das Fermi-Niveau der intrinsischen Passivierungsschicht in Richtung der Bandkanten verschoben wird, wenn sie mit den selektiven Kontakten aus dotiertem amorphem Silizium in Kontakt steht. Sie verweisen darauf, dass eine ähnliche Umkehrung des Staebler-Wronski-Effekts von Scuto et al. (2015) bei der Lichtalterung von hydrierten a-Si-Solarzellen unter Sperrspannung beobachtet wurde.
Das gezielte Tempern von Heteroübergangszellen in einem industriellen Nachbearbeitungsschritt kann die Lebensdauer verbessern und die Oberflächenrekombinationsgeschwindigkeit verringern. Es wird vermutet, dass durch thermisches Ausheilen interstitieller Wasserstoff näher an die Heterogrenzfläche diffundiert, wodurch offene Bindungen besser abgesättigt werden. Durch Beleuchtung während des Temperns kann ein solcher Prozess verbessert werden, allerdings kann dies auch zu Degradation führen, bevor die Verbesserung der Ladungsträgerlebensdauer erreicht ist. Daher ist für kommerzielle Anwendungen eine sorgfältige Optimierung erforderlich.